# Risqué
Risqué fue un grupo musical neerlandés exclusivamente femenino de principios de la década de 1980. Sus miembros fueron las neerlandesas Yvonne van Spluteren (luego reemplazada por Denise van der Hek), Ingrid de Goede e Irene van der Hoeven, y la británica Dona Baron.

## Historia
Las cuatro mujeres comenzaron como bailarinas de la compañía «Maria Moore Dancers». A menudo realizaban bailes de respaldo para el famoso programa de televisión neerlandés TopPop.
Después de bailar para el video que acompaña a la canción «Funkytown» de Lipps Inc., se les pidió que formaran el grupo de chicas Doris D & The Pins con la cantante principal Debbie Jenner.
Después de varias canciones exitosas, incluidas «Shine Up» y «Dance On», la compañía discográfica estaba presionando para que Debbie Jenner fuera una cantante principal más destacada, mientras que las cuatro «Pins» tenían cada vez menos protagonismo. Las «Pins» se quejaron, lo que provocó que la compañía discográfica las despidiera, y fueron reemplazadas por cuatro cantantes y bailarinas de respaldo británicas. Esto llevó a una demanda que permitió a la cantante principal Debbie Jenner seguir usando el nombre de Doris D & The Pins. Las cuatro mujeres luego formaron su propio grupo, llamado Risqué.
Son conocidas popularmente por sus éxitos de cosmic disco «The Girls Are Back in Town», «Starlight» y «Burn It Up (Mr. D.J.)», que alcanzaron el número 20 en la lista de éxitos neerlandesa. Los remixes de «The Girls Are Back in Town» y «Burn It Up (Mr. D.J.)» incluso entraron en las listas de éxitos de baile en los Estados Unidos.
La miembro Yvonne van Splunteren decidió dejar el grupo en términos amistosos para abrir su propia tienda de ropa para niños y fue reemplazada por Denise van der Hek en 1983.
Lanzaron varios sencillos más con la nueva formación, como «Shadow of Your Heart», «Jimmy Mack» y «Go For It!», después de lo cual se separaron en 1985. 
Denise van der Hek luego se unió a otro grupo femenino neerlandés, Curtie and the Boombox, e hizo otro sencillo en 1987 junto con las cantantes Erna Jansen y Diana Posthouwer bajo el nombre de «You Tarzan? Me Jane!».

## Discografía
Álbumes
- Risqué - Special Extended Non-Stop Club Mix (1984)

Sencillos
- «The Girls Are Back in Town» (1982)
- «Starlight» (1982)
- «Thunder & Lightning» (1982)
- «Burn It Up (Mr. DJ)» (1983)
- «Shadow of Your Heart» (1984)
- «Jimmy Mack» (1984)
- «Go For It» (1984)